# Jucati
Jucati is een gemeente in de Braziliaanse deelstaat Pernambuco. De gemeente telt 11.086 inwoners (schatting 2009).
De gemeente grenst aan São Bento do Una, São João, Garanhuns, Jupi en Capoeiras.